# Rebecca McKenna
Rebecca McKenna (Bangor, 13 aprile 2001) è una calciatrice nordirlandese, difensore o centrocampista del Birmingham City della nazionale nordirlandese.

## Carriera

### Club
McKenna inizia la sua carriera da senior nella Capitale Belfast, vestendo la maglia del Glentoran prima di trasferirsi alle rivali del Linfield Ladies nel 2017. Con quest'ultima inizia a conquistare i suoi primi trofei, l'Irish Women's Cup nel 2016 e a seguire il titolo di Campione dell'Irlanda del Nord per tre anni consecutivi, 2017, 2018 e 2019. Grazie a questi successi ha anche l'occasione di debuttare in UEFA Women's Champions League, disputando la fase preliminare di qualificazione dell'edizione 2018-2019, debuttandovi il 7 agosto 2018 nella sconfitta per 2-0 con le islandesi del Þór/KA e giocando, perdendole, anche le restanti due partite con Ajax e Wexford Youths. Complessivamente disputa altri 4 incontri della competizione UEFA per club, nelle edizioni 2019-2020, dove la sua squadra coglie la prima vittoria internazionale, 3-2 sulle campionesse di Grecia del PAOK, nel gruppo 8, e 2020-2021, dove per il mutato regolamento di quell'edizione il Linfield Ladies viene eliminato in partita secca dalle belghe dell'Anderlecht al primo turno di qualificazione.

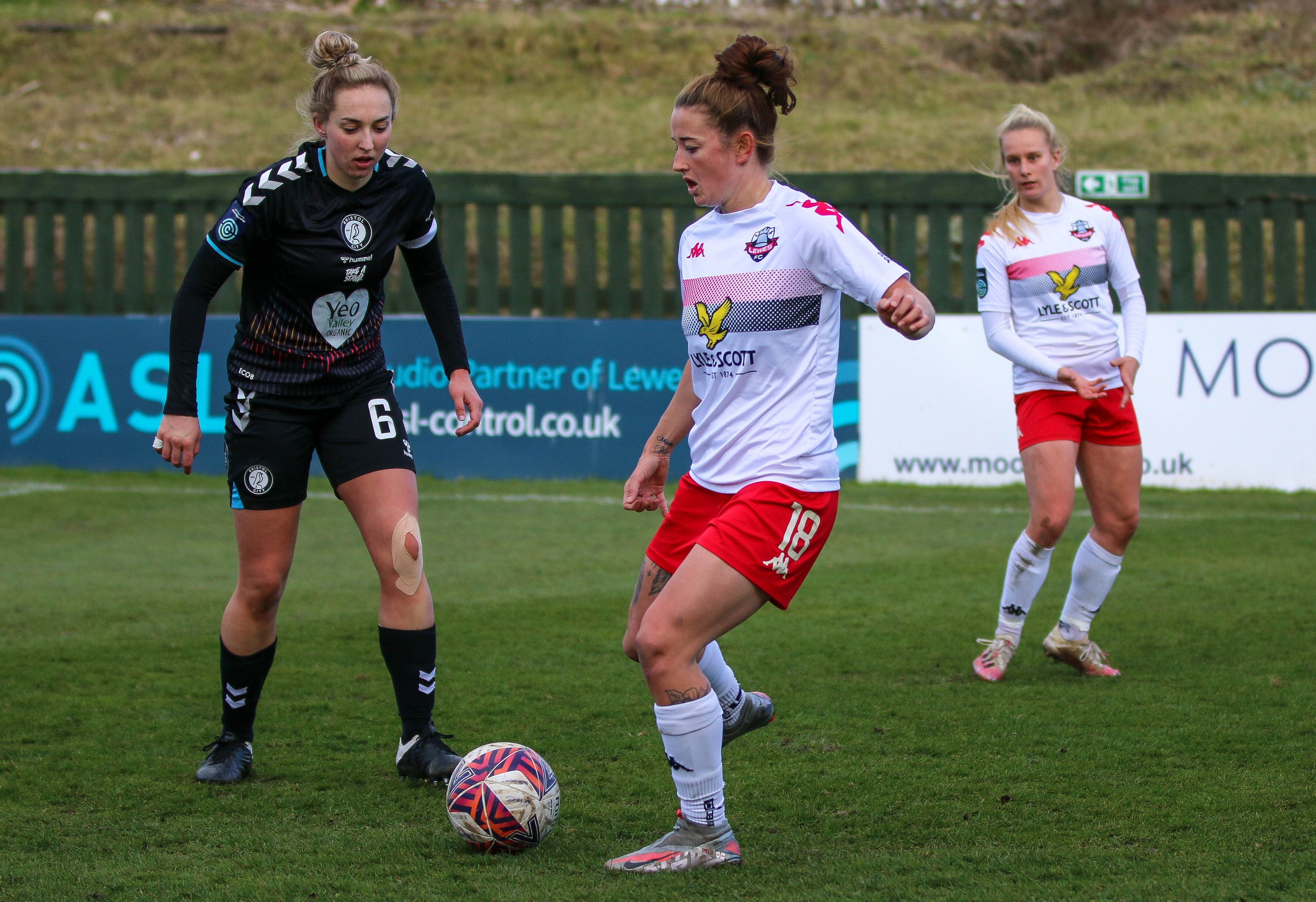
McKenna, in primo piano con il numero 18, in un contrasto con Aimee Palmer, n.6 in tenuta nera, nell'incontro con il del 6 marzo 2022.

Il 6 luglio 2021 viene annunciato il suo trasferimento per quella che è la sua prima esperienza in un campionato estero, quello della vicina Inghilterra, firmando un contratto con il Lewes per giocare in FA Women's Championship, livello cadetto del campionato inglese. A disposizione del tecnico Craig Gill fa il suo debutto in Women's Championship il 17 ottobre, alla prima giornata di campionato, scendendo in campo da titolare nella vittoria casalinga per 2-0 sul Charlton Athletic.
Ha giocato al Lewes per due stagioni consecutive, per poi passare al Charlton Athletic nel luglio 2023. Per la stagione 2024-25, invece, si è trasferita al Birmingham City, continuando a giocare nella Women's Championship inglese.

### Nazionale
McKenna inizia ad essere convocata dalla Federcalcio nordirlandese dal 2017, vestendo inizialmente la maglia della formazione Under-17 impegnata nelle qualificazioni all'Europeo di Lituania 2018, marcando in quell'occasione 3 presenze venendo utilizzata in campo in tutti i tre incontri della prima fase senza che la sua nazionale riuscisse ad accedere al turno successivo.
Dopo aver marcato nel frattempo una sola presenza in amichevole con una rappresentativa Under-18 contro le pari età dell'Inghilterra nel 2019, dal 2018 viene chiamata in Under-19 dal tecnico federale Alfie Wylie, scendendo in campo in tutti i sei incontri delle due fasi di qualificazione all'Europeo di Scozia 2019, senza che l'Irlanda del Nord riuscisse ad accedere alla fase finale, e negli iniziali 3 incontri della successiva qualificazione all'Europeo di Georgia 2020, dove segna anche la sua prima rete, il 5 ottobre 2018, nella vittoria per 6-0 sulla Moldavia, e dove, pur conquistando la possibilità di disputare la fase élite il torneo viene annullato come misura di prevenzione al diffondersi della Pandemia di COVID-19 in Europa.
Sempre del 2018 è la sua prima convocazione in nazionale maggiore, chiamata dall'allora selezionatore Wylie per la seconda edizione della Turkish Women's Cup nel ruolo di attaccante, debuttandovi il 28 febbraio nell'incontro vinto per 2-0 sul Kazakistan e condividendo con le compagne il percorso che vede l'Irlanda del Nord concludere il torneo al 6º posto, battuta per 1-0 dal Kosovo nella finalina del 6 marzo. In seguito Wylie e il nuovo commissario tecnico Kenny Shiels, che lo rileva sulla panchina della nazionale nordirlandese dal maggio 2019 continuano a concederle sempre maggiore fiducia. Quest'ultimo, dopo averla impiegata nel corso delle qualificazioni all'Europeo di Inghilterra 2022, la inserisce nella rosa della squadra impegnata all'edizione inaugurale della Pinatar Cup dove scende in campo in tutti i tre incontri giocati dalla sua nazionale che perdendoli tutti in quell'occasione conclude il torneo al quarto e ultimo posto. Nei mesi successivi McKenna contribuisce alla storica impresa che vede per la prima volta nella storia della nazionale femminile nordirlandese ottenere l'accesso a una fase finale di un campionato europeo, con Shiels che la conferma in rosa inserendola, come difensore, nella lista delle 23 calciatrici in partenza per EURO 2022. In quell'occasione scende in campo in due dei tre incontri del gruppo A disputati dalla sua nazionale prima dell'eliminazione.
Nel frattempo McKenna disputa anche le qualificazioni, nel gruppo D della zona UEFA, al Mondiale di Australia e Nuova Zelanda 2023, nel corso delle quali marca le sue prime reti con la maglia della nazionale, il 25 novembre 2021 nella pesantissima vittoria per 11-0 sulla Macedonia del Nord e fissando il risultato sul 2-1 nella vittoria con il Lussemburgo il 2 settembre 2022. In quell'occasione le speranze nella qualificazione delle nordirlandesi per la prima volta a un Mondiale sfumano nello scontro di ritorno con l'Austria dell'8 aprile 2022, che dopo aver strappato un pareggio per 22 in casa, al Wiener Neustadt devono cedere alle avversarie con il risultato di 3-1

## Palmarès

### Club
- Campionato nordirlandese: 3

Linfield Ladies: 2017, 2018, 2019